# Afroneta elgonensis
Afroneta elgonensis é uma espécie de aranhas da família Linyphiidae encontradas na Quênia. Foi descrita pela primeira vez em 2004.